# Paine (Chile)
Paine (do língua mapudungún paine, 'celeste') é uma comuna chilena, localizada na província de Maipo, na Região Metropolitana de Santiago. Integra junto com as comunas de Buin, Calera de Tango e San Bernardo o Distrito Electoral n° 30 e pertence a Circunscrição Senatorial 7.ª (Santiago Puente).

## Esportes
A cidade de Paine possui um clube no Campeonato Chileno de Futebol, o Club Deportivo Tricolor Municipal, que joga de mandante no Estádio Municipal de Paine.